# 木渎古城遗址
木渎古城遗址是位于今江苏省苏州市西郊的一处春秋时代遗址群，包括一座大城、一座小城和五座小型城池遗址。
遗址位于苏州城西木渎一带的山间盆地。大城被灵岩、五峰、穹窿等诸山环绕。小城位于大城的东北隅。东面与大城东城墙连为一体。大城、小城和郭城呈三重套叠格局。大城、小城内的社光村、廖里村、惠家场村有三座小型城池。大城外另有千年寺、长头村两处小型城池。2000年11月至2002年6月间，对此处遗址进行抢救性考古发掘。2010年列入全国十大考古新发现。2025年7月4日公布为第九批江苏省文物保护单位。
历史上对吴国都城——阖闾城具体位置多有争议。长期以来，认为苏州城有两千多年的筑城史，是阖闾城（阖闾大城或称吴大城）所在。发现木渎古城后，一般认是此处即吴大城。亦有不同观点。